# Antsirananaella faulstichi
Espèce
Antsirananaella faulstichi est une espèce de pseudoscorpions de la famille des Feaellidae.

## Distribution
Cette espèce est endémique de Madagascar. Elle se rencontre dans la région Diana dans les réserves spéciales d'Ankarana et d'Analamerana et dans la région Sava dans la forêt de Binara.

## Description
Le mâle holotype mesure 1,98 mm et la femelle paratype 2,28 mm, les mâles mesurent de 1,95 à 2,02 mm et les femelles de 2,14 à 2,28 mm.

## Systématique et taxinomie
Cette espèce a été décrite par Lorenz, Loria, Harvey et Harms en 2022.

## Étymologie
Cette espèce est nommée en l'honneur de Gerhard Faulstich.

## Publication originale
- Lorenz, Loria, Harvey & Harms, 2022 : « The Hercules pseudoscorpions from Madagascar: A systematic study of Feaellidae (Pseudoscorpiones: Feaelloidea) highlights regional endemism and diversity in one of the “hottest” biodiversity hotspots. » Arthropod Systematics & Phylogeny, vol. 80, p. 649-691.